# 金相植
金 相植(キム・サンシク、김상식、1976年12月17日 - )は大韓民国の元サッカー選手。サッカー指導者。現役時代のポジションは守備的ミッドフィールダー、ディフェンダー(センターバック)。

## 経歴
全羅南道海南郡出身。大邱大学校卒業後城南一和天馬に入団し、以後兵役期間の光州尚武転出をのぞき一貫して城南一和天馬に所属。2000年のアジアカップから韓国代表にも選出。2006年ワールドカップ出場。
2005年のブルキナファソとの親善試合でゴールを決めた際に、FIFA「倫理憲章」の「行動綱領」6章「差別禁止」に抵触するとみられる「独島」パフォーマンスを行なった。
2007年のアジアカップにも出場したが、その大会期間中に李雲在らと無断外出の上、外出先に於いて酒宴に興じていたことから、2007年12月から1年間の代表資格停止の処分を受けた。このため2008年に予定される2010年FIFAワールドカップのアジア地区予選に出場しなかった。
2009年、全北現代モータースに移籍した。2012年2月、2014年FIFAワールドカップ・アジア3次予選で4年半ぶりに韓国代表に復帰。
2013年限りで現役を引退し、現役最後の試合となった12月1日のFCソウル戦ではPKによるゴールを決めた。
2014年よりフランスのオリンピック・リヨンで指導者研修を受けている。

## 所属クラブ
- 大邱大学校
- 1999 - 2002 城南一和天馬
- 2003 - 2004 光州尚武フェニックス
- 2005 - 2008 城南一和天馬
- 2009 - 2013 全北現代モータース

## 代表歴

### 出場大会
- 韓国代表
  - 2006 FIFAワールドカップ

### 試合数
- 国際Aマッチ 59試合 2得点（2000年-2012年）[2]

| 韓国代表 | 国際Aマッチ | 国際Aマッチ |
| 年       | 出場        | 得点        |
| -------- | ----------- | ----------- |
| 2000     | 14          | 1           |
| 2001     | 4           | 0           |
| 2002     | 3           | 0           |
| 2003     | 2           | 0           |
| 2004     | 1           | 0           |
| 2005     | 7           | 1           |
| 2006     | 16          | 0           |
| 2007     | 10          | 0           |
| 2008     | 0           | 0           |
| 2009     | 0           | 0           |
| 2010     | 0           | 0           |
| 2011     | 0           | 0           |
| 2012     | 2           | 0           |
| 通算     | 59          | 2           |